# Helophorus schmidti
Helophorus schmidti é uma espécie de insetos coleópteros polífagos pertencente à família Hydrophilidae.
A autoridade científica da espécie é Villa & Villa, tendo sido descrita no ano de 1838.
Trata-se de uma espécie presente no território português.